# 弗羅汀製程

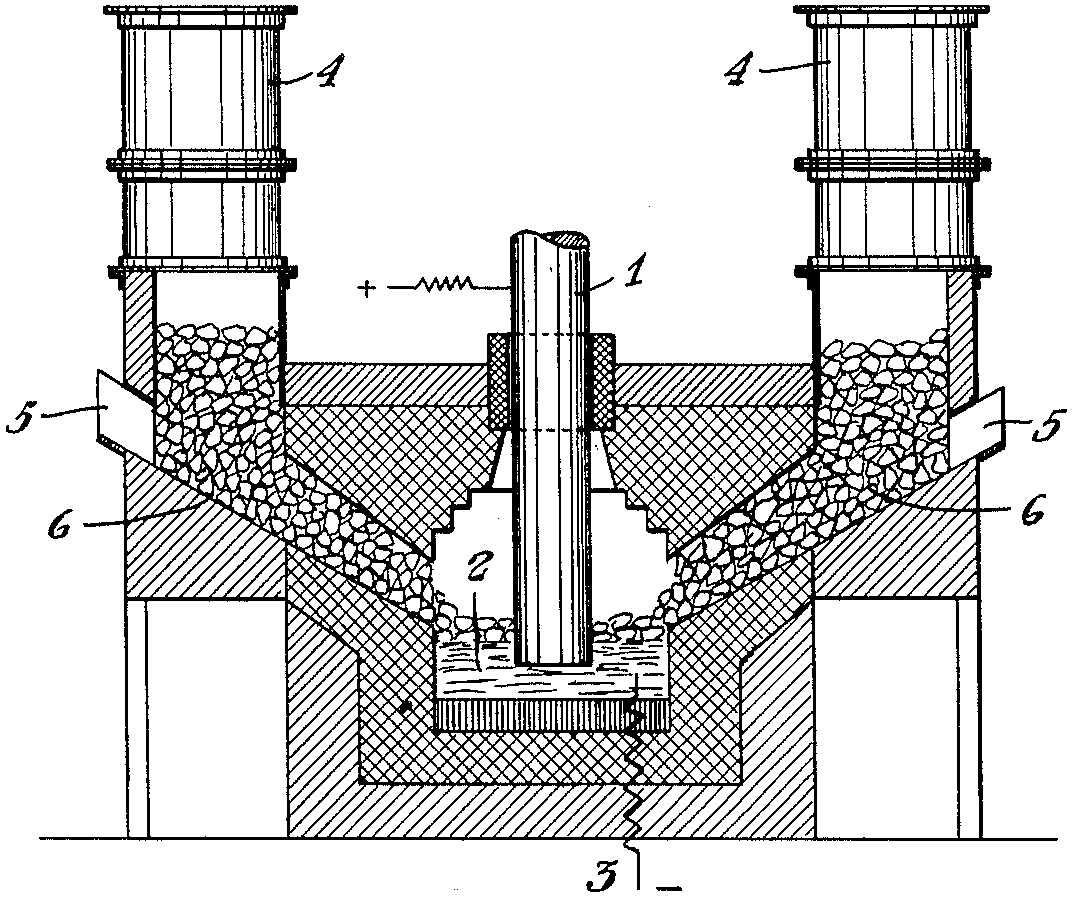
弗羅汀製程專用電弧爐的專利圖

弗羅汀製程（Flodin process）是一種用直接還原的方式來煉製鐵的製程。該製程於1924年由瑞典人古斯塔夫·漢寧·弗羅汀（Gustaf Henning Flodin）開發並註冊專利。
弗羅汀製程需要用到特殊建造的電弧爐，赤鐵礦和煤的混合物在電弧爐中的連續反應被冶煉。還原後的金屬會堆積在爐底，需要将它敲下來收集。

## 外部連結
- Popular Science （页面存档备份，存于） January 1926 p.55
- US Patent US1691272 - Method of producing metals and metal alloys low in carbon - Filed March 18, 1924 by Gustav Henning Flodin